# Henri Quersin
Henri Louis Rème Alexandre Théphile Quersin (Esnes, França, 26 de juny de 1863 – Brussel·les, 1944) va ser un tirador belga que va competir a començaments del segle xx.
El 1920 va prendre part en els Jocs Olímpics d'Anvers, on disputà dues proves del programa de tir. Guanyà la medalla de plata en la competició de fossa olímpica per equips, mentre en la prova individual fou setè.
Quatre anys més tard, als Jocs de París, fou quart en la competició de fossa olímpica per equips del programa de tir.